# Storkroktjärnen
Storkroktjärnen är en sjö i Arvidsjaurs kommun i Lappland och ingår i Byskeälvens huvudavrinningsområde. Sjön har en area på 0,111 kvadratkilometer och ligger 489,8 meter över havet.

## Delavrinningsområde
Storkroktjärnen ingår i det delavrinningsområde (726832-164075) som SMHI kallar för Inloppet i Järtajaure. Medelhöjden är 492 meter över havet och ytan är 20,41 kvadratkilometer. Räknas de 3 avrinningsområdena uppströms in blir den ackumulerade arean 45,21 kvadratkilometer. Svärdälven som avvattnar avrinningsområdet har biflödesordning 2, vilket innebär att vattnet flödar genom totalt 2 vattendrag innan det når havet efter 179 kilometer. Avrinningsområdet består mestadels av skog (66 procent) och sankmarker (30 procent). Avrinningsområdet har 0,57 kvadratkilometer vattenytor vilket ger det en sjöprocent på 2,8 procent.